# Oasis antarctique

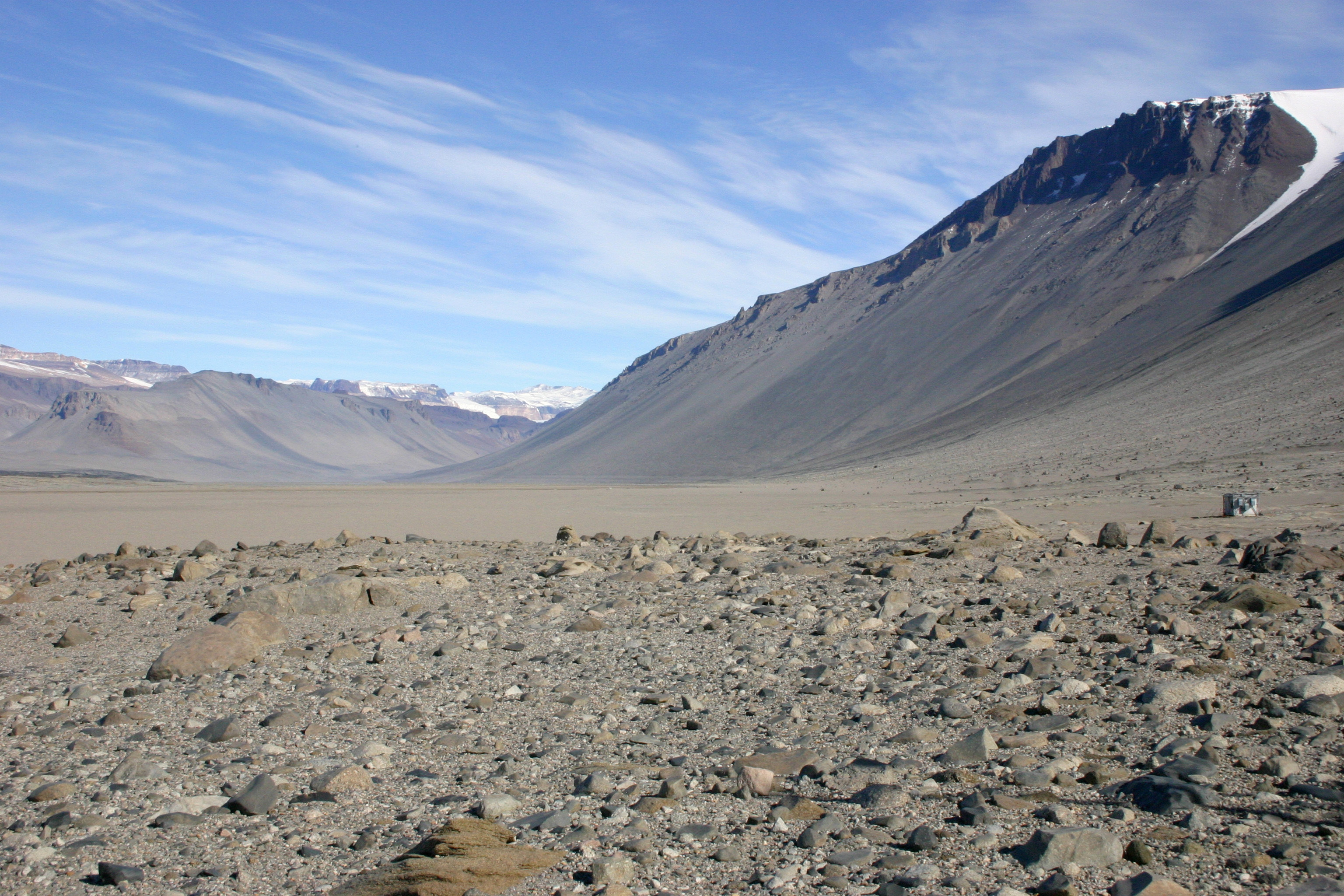
Vallée de Wright, vallées sèches de McMurdo.

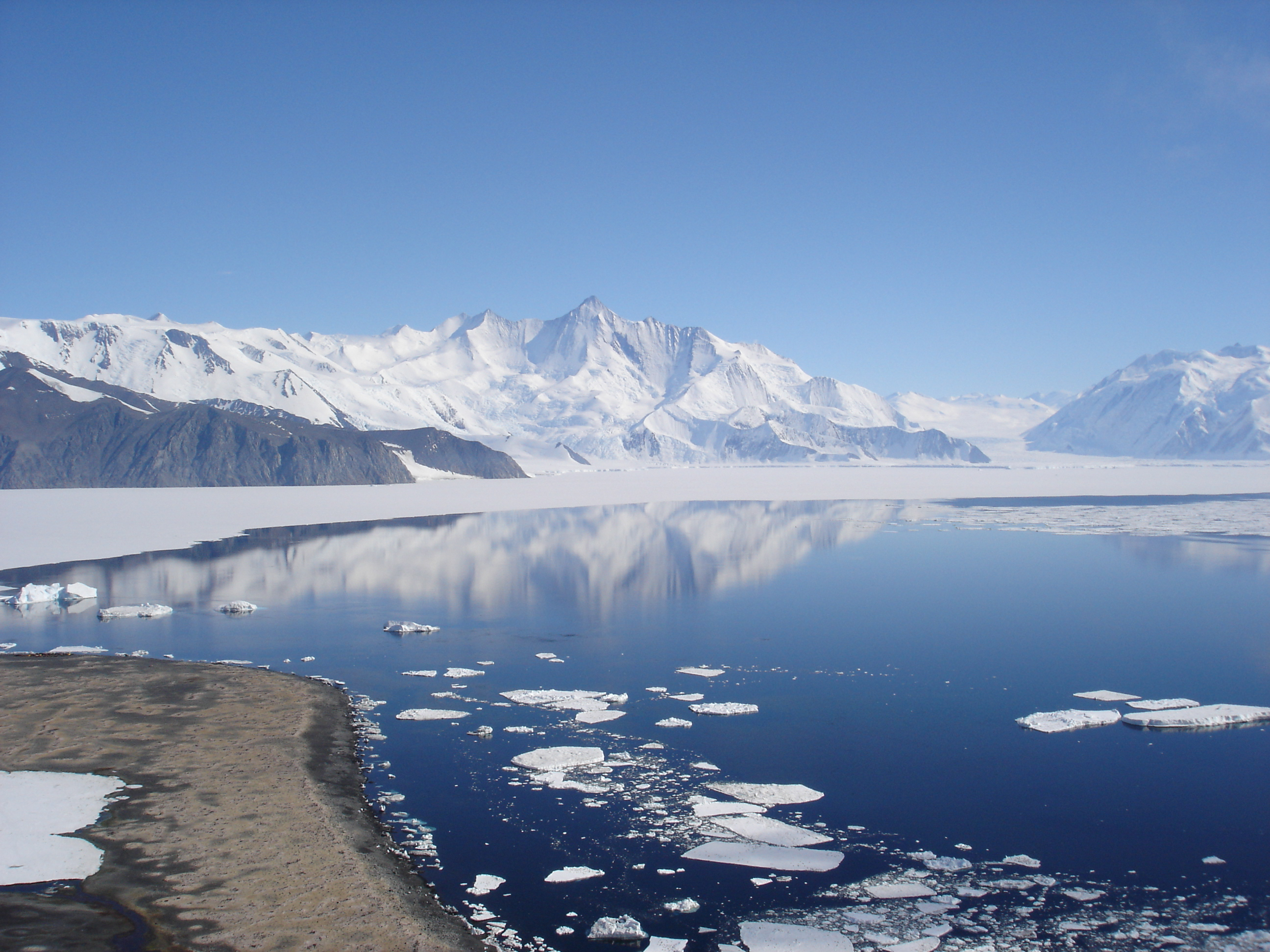
Cap Hallett, terre Victoria.

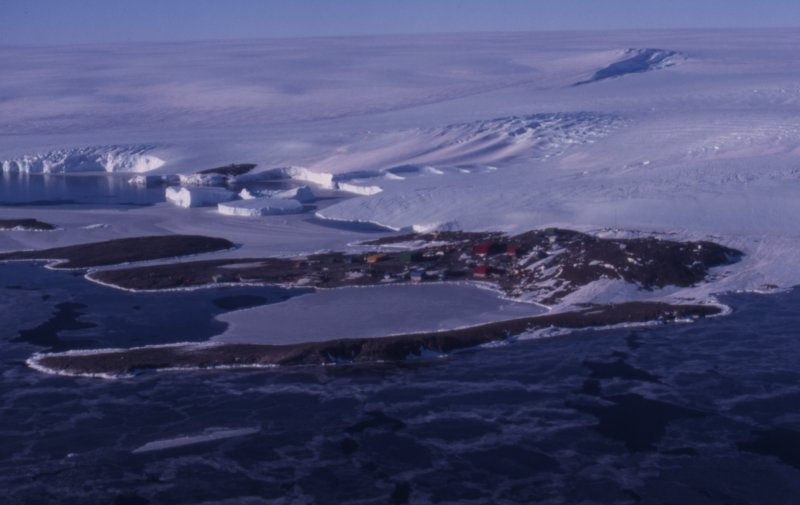
Base Mawson sur la, terre de Mac. Robertson.

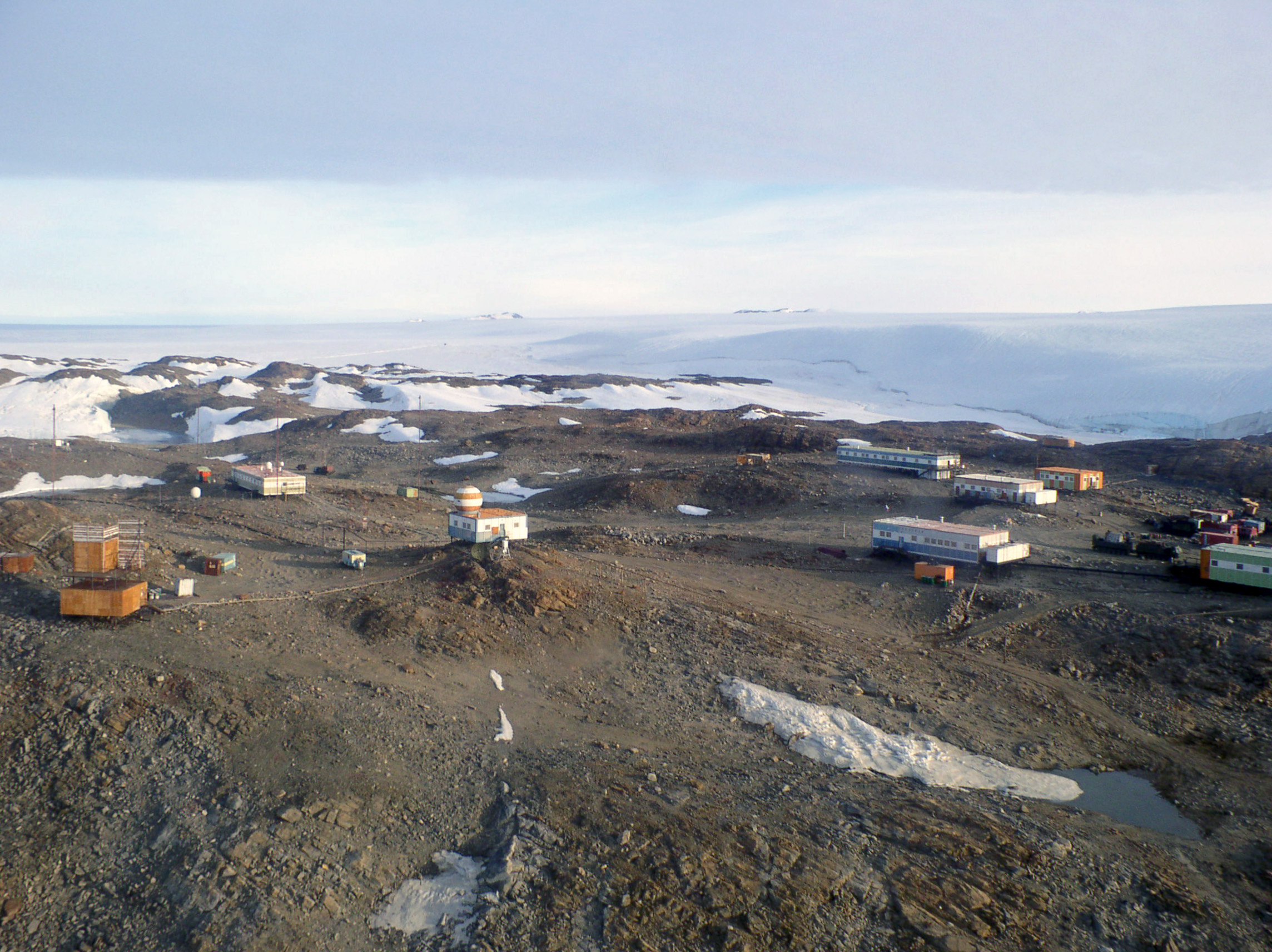
, côte de la Princesse Astrid.

Une oasis antarctique est une zone assez grande naturellement libre de neige et de glace en Antarctique, continent par ailleurs presque entièrement recouvert de glace.

## Géologie
Outre les sommets montagneux et les nunataks, l'Antarctique comporte des zones naturellement libres de neige ou de glace, souvent nommées « oasis antarctiques » ou « vallées sèches »,. Ces zones sont entourées par l'inlandsis ou, dans les zones côtières, sont situées entre l'inlandsis et la barrière de glace.
Les oasis antarctiques se développent dans des endroits doués de géographie et météorologie particulières. Ces zones possèdent un très faible niveau d'humidité et de précipitations. Bien qu'il y fasse très froid, le sol absorbe suffisamment d'énergie solaire pour fondre le peu de neige qui tombe, ou est érodé par des vents catabatiques, exposant la roche sous-jacente.
Malgré une aridité extrême, quelques plantes peuvent y survivre, sous la forme de bryophytes et de lichens.

## Géographie
Les plus grandes oasis sont :
- Vallées sèches de McMurdo, terre Victoria (4 900 km2)
- Cap Hallett, terre Victoria
- Collines Bunger (en), entre la terre de Wilkes et la côte de la Reine-Mary (950 km2)
- Baie de Holme (en), terre de Mac. Robertson
- Collines Vestfold, terre de la Princesse-Elisabeth (420 km2)
- Collines Larsemann, terre de la Princesse-Elisabeth
- Collines Stillwell (en), terre de Kemp (96 km2)
- Oasis de Schirmacher (en), côte de la Princesse Astrid (en), terre de la Reine-Maud (34 km2)